# Parafia Zaśnięcia Najświętszej Maryi Panny w Ustrzykach Dolnych
Parafia Zaśnięcia Najświętszej Maryi Panny w Ustrzykach Dolnych – parafia greckokatolicka w Ustrzykach Dolnych, w dekanacie sanockim archieparchii przemysko-warszawskiej. Założona w 1985 r. Mieści się przy ulicy Szkolnej 7.